# 日本大学レッドシャークス
日本大学レッドシャークス（にほんだいがくレッドシャークス）は、日本の男子大学バスケットボールチーム。日本大学保健体育審議会に所属している。1946年創部。関東大学バスケットボール連盟所属。日本大学八幡山総合体育館を練習拠点としている。

## 概要
創部以来関東リーグで優勝争いを展開。また、全日本大学バスケットボール選手権大会（インカレ）では日本体育大学グリズリーに次ぐ11回の優勝を誇る。かつては「レッドブルドッグス」という愛称だった時期もある。

## 主な成績
- 全日本学生選手権大会優勝：11回
- 関東大学リーグ戦優勝：14回
- 関東学生選手権大会優勝：10回

## 卒業生
- 諸山文彦
- 平山輝武
- 五十嵐清次
- 杣友厚
- 荒順一
- 目由紀宏
- 田中輝明
- 折茂武彦
- 塩屋清文
- 天野佳彦
- 長谷川誠
- 関口聡史
- 井上公男
- 佐久本智
- 岡村憲司
- 宮ノ腰達也
- 大場康弘
- 川浪孝允
- 永山誠
- 富永啓之
- 平岡富士貴
- 網野友雄
- 梶山信吾
- 佐野吉宗
- 高原純平
- 日下光
- 呉屋貴教
- 仲西翔自
- 城間修平
- 蒲谷正之
- 山田大治
- 菊地祥平
- 齋藤崇人
- 上江田勇樹
- 栗原貴宏
- 種市幸祐
- 篠山竜青
- 杉本天昇

## 公式サイト
- 日本大学バスケットボール部